# Aspidodiadema nicobaricum
Aspidodiadema nicobaricum is een zee-egel uit de familie Aspidodiadematidae.
De wetenschappelijke naam van de soort werd in 1901 gepubliceerd door Ludwig Döderlein.